# Xenosternus saprinoformis
Xenosternus saprinoformis är en skalbaggsart som beskrevs av Heinrich Bickhardt 1911. Xenosternus saprinoformis ingår i släktet Xenosternus och familjen stumpbaggar. Inga underarter finns listade i Catalogue of Life.